# Догоны

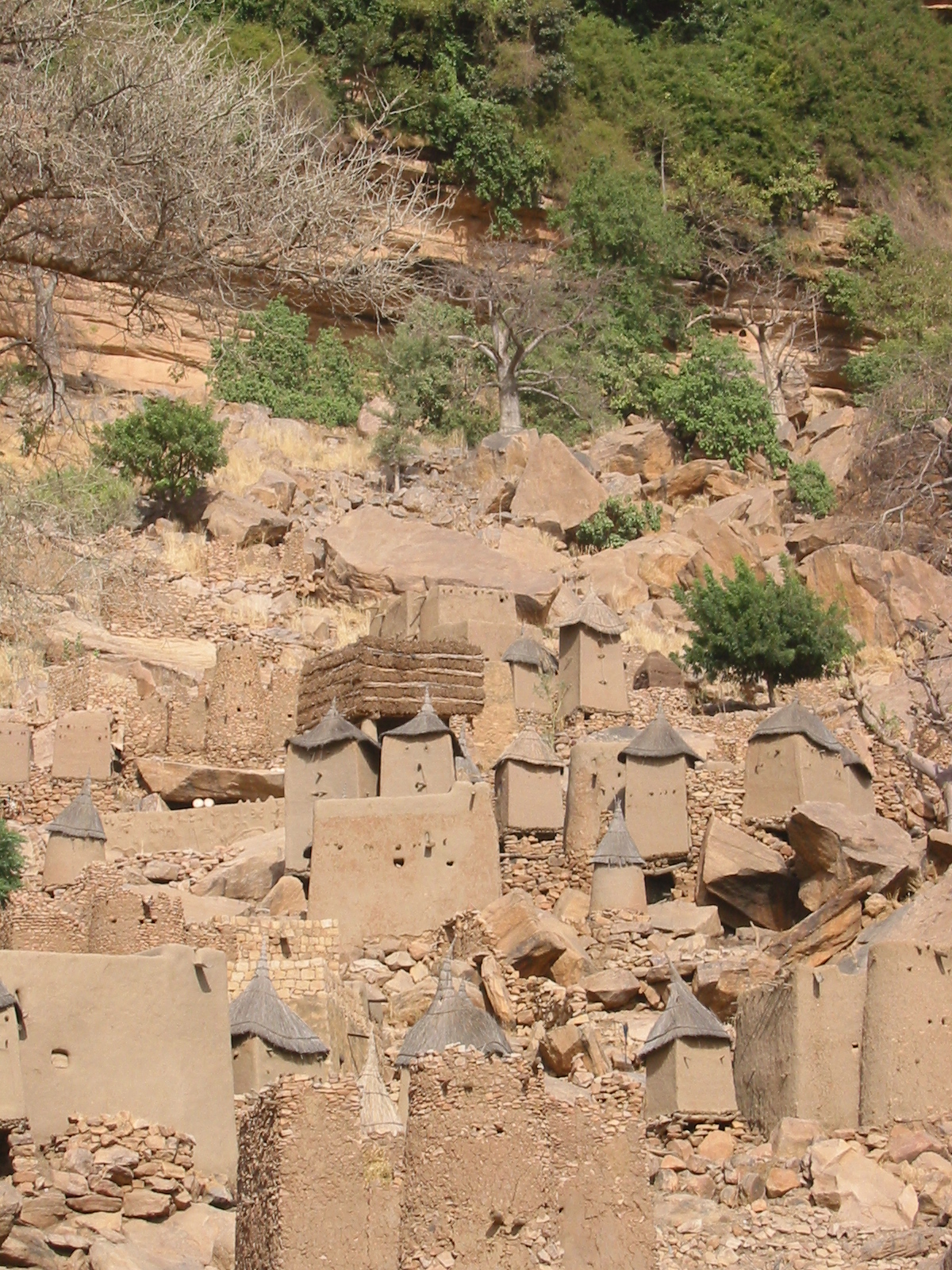
Деревня догонов Банани.

Дого́ны (самоназв. Dogom, Dogon и др., ед. ч. Dogone; фула Haɓe, ед. ч. Kado, Kaado буквально: «язычники») — народ, проживающий на юго-востоке Мали (юго-восток области Мопти). Живут (компактно или смешанно с фульбе) в труднодоступной местности вокруг уступа Бандиагара, на прилегающем плато и равнине Сено, а также в нескольких приграничных селениях Буркина-Фасо.
Говорят на догонских языках. Многие также в разной степени владеют фула, являющимся лингва-франка для некоторых групп догонов, взаимопонимание между языками которых затруднено или невозможно, и бамана. Французским языком владеют единицы.
Общая численность — около 800 тысяч человек (2007, оценка). По вероисповеданию — в основном мусульмане, в ряде районов сохраняются традиционные верования, около 10 % — христиане (католики и протестанты).

## Этнолингвистическое деление

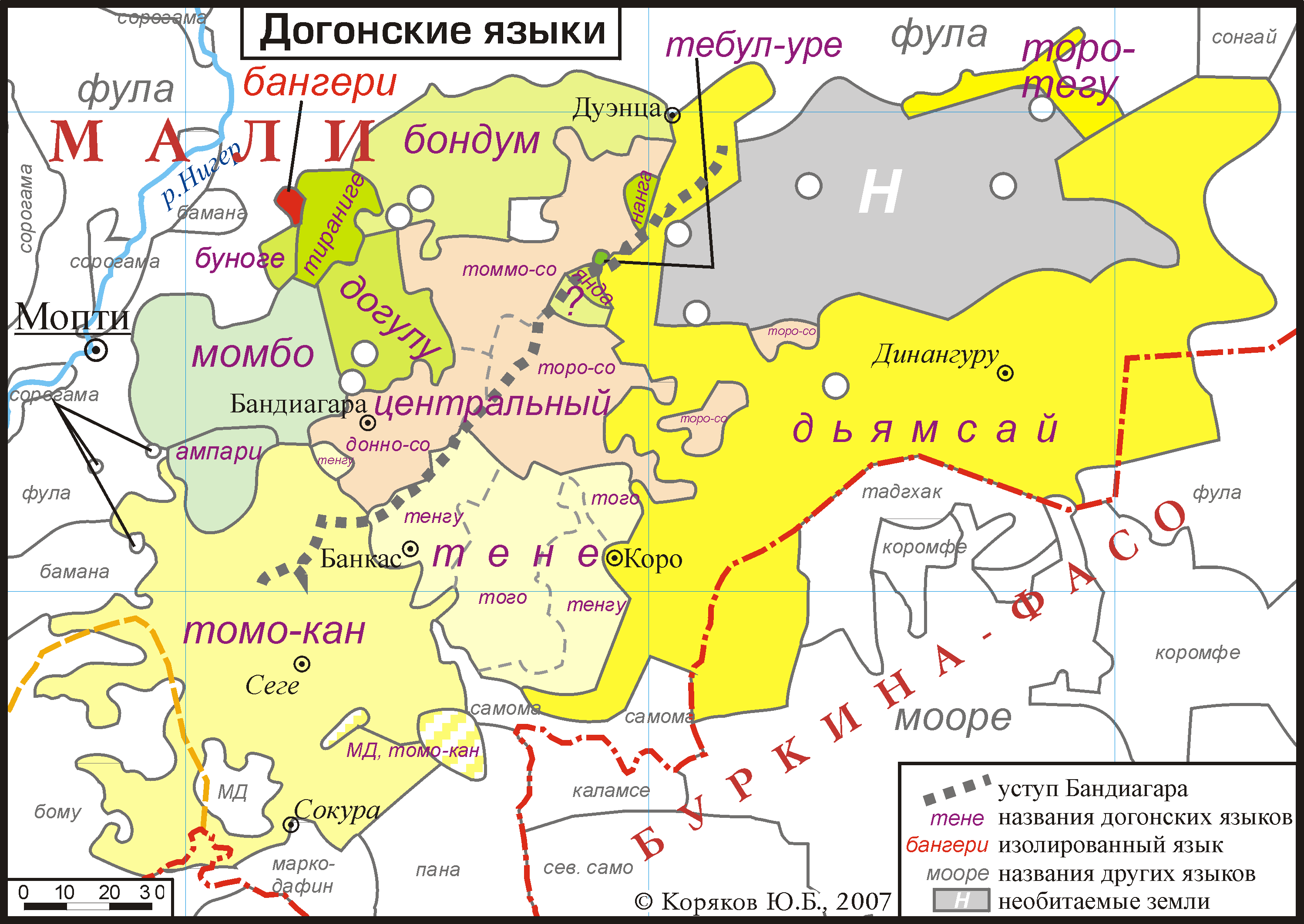
Догонские языки

По языку догоны разделяются на несколько крупных и множество мелких групп. Свои языковые особенности (иногда очень значительные) имеются почти в каждом догонском селении. В приведённой таблице они отсортированы по языковой принадлежности и численности. Небольшая группа бангана, находящаяся в ареале северных догонов, отделена от последних в связи с тем, что по некоторым современным представлениям их язык не входит в догонскую семью и рассматривается как изолят.
| Народ              | Язык                | Численность | Расселение (на территории Мали, если не указано дополнительно)                                  | Примечание                                     |
| ------------------ | ------------------- | ----------- | ----------------------------------------------------------------------------------------------- | ---------------------------------------------- |
| южные догоны       |                     |             |                                                                                                 |                                                |
| доон               | томо-кан            | 178 000     | 168 тыс. человек на юго-западе от г. Банкас, около 10 тыс. человек в Кот-д’Ивуар и Буркина Фасо |                                                |
| того               | тене-кан (того)     | 92 232      |                                                                                                 |                                                |
| тенгу              | тене-кан (тенгу)    | 67 788      |                                                                                                 |                                                |
| восточные догоны   |                     |             |                                                                                                 |                                                |
| дьямсай            | дьямсай             | 164 000     | между городами Коро и Бумбум                                                                    |                                                |
| торо-тегу          | торо-тегу           | 3654        |                                                                                                 |                                                |
| центральные догоны |                     |             |                                                                                                 |                                                |
| томмом             | томмо-со            | 75 852      |                                                                                                 | говорят на наречиях центральнодогонского языка |
| торо (бомму)       | торо-со             | 63 000      |                                                                                                 | говорят на наречиях центральнодогонского языка |
| доном              | донно-со            | 57 000      | в районе г. Бандиагара                                                                          | говорят на наречиях центральнодогонского языка |
| западные догоны    |                     |             |                                                                                                 |                                                |
| момбо (колум)      | момбо-со (колум-со) | 24 000      |                                                                                                 |                                                |
| ампари             | ампари              | 6552        |                                                                                                 |                                                |
| северные догоны    |                     |             |                                                                                                 |                                                |
| бондум (довой)     | бондум(-дом)        | 31 000      | к северу от плато Бандиагара, основное поселение — Борко                                        |                                                |
| догул              | догулу(-дом)        | 20 000      | к северо-востоку от г. Бандиагара                                                               |                                                |
| тираниге (дулери)  | тираниге-дига       | 5292        |                                                                                                 |                                                |
|                    | тебул-уре           | 3500        |                                                                                                 |                                                |
| нанга              | нанга(-дама)        | 3150        |                                                                                                 |                                                |
| янда               | янда(-дом)          | 2500        |                                                                                                 |                                                |
| буду               | буноге              | 882         |                                                                                                 |                                                |
|                    | ана                 | 500         |                                                                                                 |                                                |
|                    |                     |             |                                                                                                 |                                                |
| бангана            | бангери (бангиме)   | 1512        | на северо-западе от г. Бандиагара                                                               | говорят на изолированном языке                 |
| Всего              | Всего               | 790 102     | 790 102                                                                                         | 790 102                                        |

## История

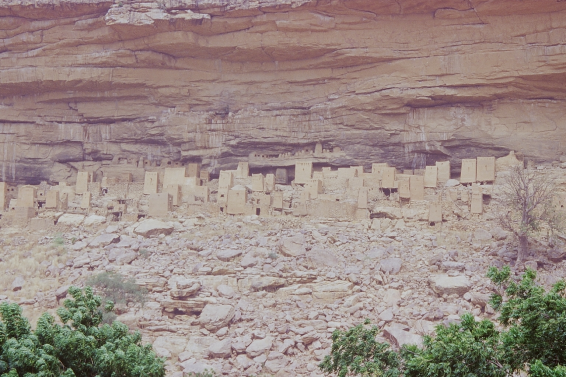
Уступ Бандиагара

Догоны возводят себя к правящим группам Древнего Мали. Согласно этногенетическим преданиям, их предки, теснимые фульбе, пришли в X-XII веках с верховий Нигера — из страны Манден, вытеснив местное население (телем или курумба) и частично усвоив их культуру и, очевидно, переняв их языки. От телем остались пещерные святилища и погребальные комплексы в скалистых отрогах восточной и южной Бандиагары (среди инвентаря — керамика, наконечники стрел и копий, бронзовые и железные браслеты, деревянная скульптура, фрагменты ткани, плетения и т. п.). О прямых контактах догонов с телем традиция не сообщает. Связь с народами манден подтверждается социальными связями родовых групп, близостью искусства, танцев, обрядов и т. п. В XVI веке догоны входили в раннегосударственное образование Сонгай, в XVI-XIX веках (в разной степени вовлечённости для различных групп) — в Масина. Контакты догонов с исламизированными фульбе, начавшиеся на рубеже XVIII-XIX веков, привели к захвату последними Бандиагары к середине XIX века.

## Традиционная культура

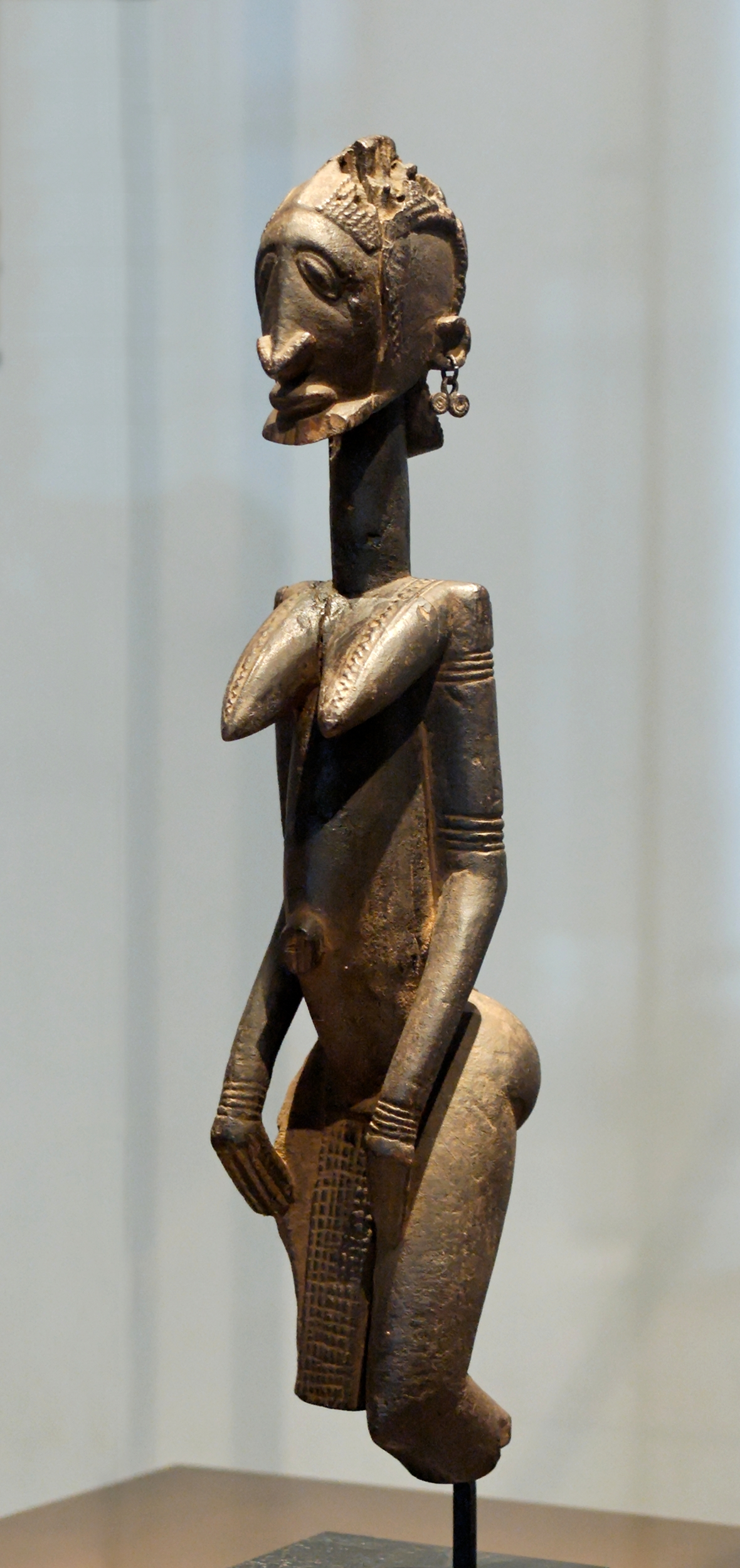
Деревянная догонская статуя, возможно, фигура предка, XVII—XVIII век

Традиционная культура типична для народов Суданской подобласти Западной Африки. Её изучение было в середине XX века монополизировано представителями школы М. Гриоля, что привело к игнорированию сложившихся ранее альтернативных взглядов (Л. Деплань и др.). В культурном отношении различают догонов плато и предгорий, подступающих к долине Нигера (центральные, западные и северные догоны), и догонов цепи горных уступов и равнины Сено к юго-востоку от них (южные и восточные догоны). Изолированное положение страны догонов способствовало консервации архаичных элементов культуры либо вторичной архаизации. Основные занятия — ручное подсечно-огневое земледелие, в горах — террасное, местами — ирригационное (сорго, просо-элевсина, бобы; основным предметом обмена и торговли служит лук). Крупный рогатый скот на обменной основе отношений выпасается фульбе. С бозо догонов связывают отношения шуточного родства.
Развиты кузнечество (характерны плавильные печи фаллической формы, сходные с печами манден), антропоморфная и зооморфная пластика (железо, дерево, глина, камень: кованые антропоморфные навершия жезлов, маски, статуэтки женщин с детьми, сосудами на голове, мелющих зерно, орантов, музыкантов, всадников, двойные изображения, ритуальные сиденья с «кариатидами», подголовники, танцевальные трости, кубки, утварь, архитектурные детали). Для скульптуры характерны угловатые очертания, маски имеют объёмные либо плоские личины, навершия с подчёркнутой вертикальной осью (длиной до 10 м). Резьбой по дереву занимаются кузнецы, составляющие замкнутую касту и живущие в особом квартале или в отдалении от деревни; их жёны занимаются гончарством.
Система терминов родства бифуркативная.

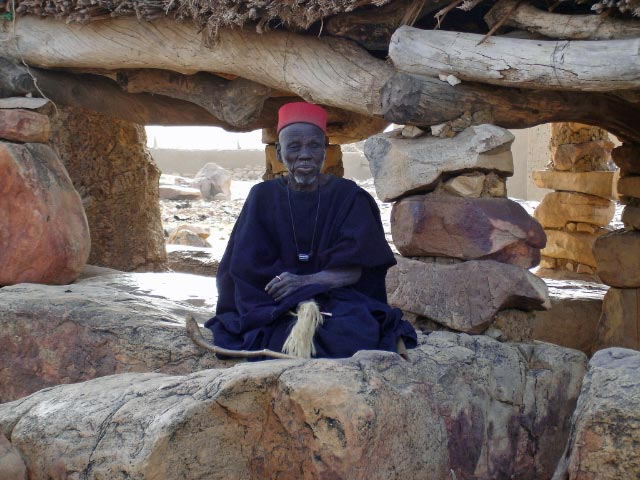
Догон

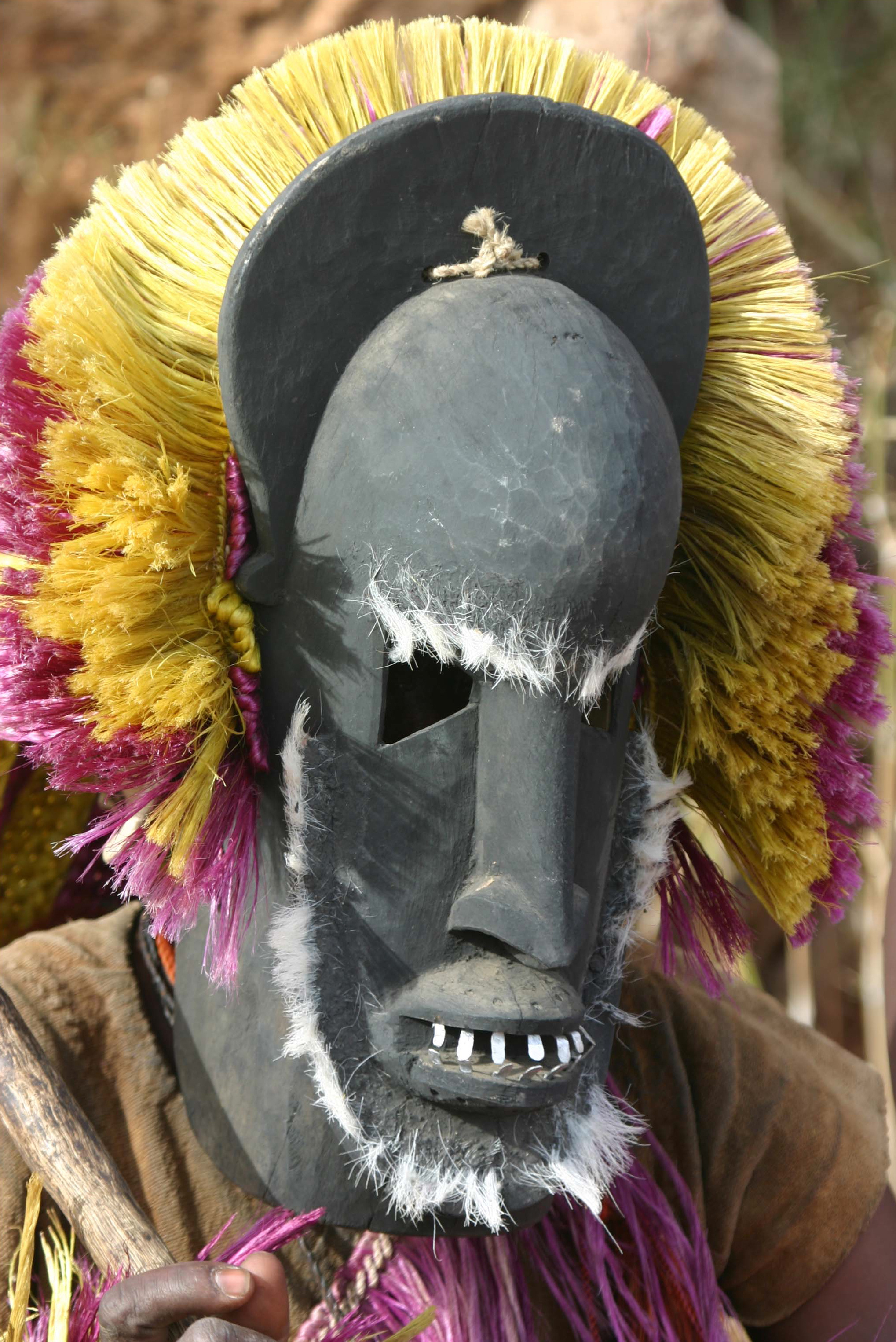
Догон в ритуальной маске

Деревенская община состоит из нескольких больших семей — патрилатеральных родственных групп, управляется советом старейших мужчин (гинна). Духовный лидер общины — жрец культа мифического предка догонов Лебе (огон), избираемый общиной и проходящий после избрания длительный период инициации. Лебе представляется в виде змеи, считается, что от его сыновей произошли территориальные и родовые группы догонов (дион, домно, оно и ару).
Первопредком и культурным героем считается также Номмо, укравший у небесных кузнецов огонь, разделивший землю между 8 родами догонов, научивший людей земледелию.
Поселения располагаются террасами на склонах холмов у подножия скал. Имеются скальные постройки. Жилище глинобитное, прямоугольное с плоской крышей; дома тесно примыкают друг к другу. Амбары — прямоугольные или округлые. Встречаются мужские дома (тогу-на) — низкие (чтобы во время ссор спорщики не могли выпрямиться во весь рост) с соломенной в несколько слоёв крышей, опирающейся на резные столбы. Встречается практика строить женские менструальные дома за пределами деревни. Мужские и женские глинобитные кладовые на подставках, круглые в плане с конической крышей с рельефными антропоморфными изображениями на дверях.
Традиционная одежда — набедренная повязка и короткая рубаха у мужчин, повязанная на бёдрах юбка у женщин.
Догоны имеют богатую мифологию: о боге-творце Амма; о первопредке и культурном герое Номмо, связанном с близнечным культом; о «божествах воды» — полулюдях и полузмеях; о вредоносном шакале Юругу. У них существуют сложные космогонические представления о многослойной Вселенной и определённый опыт астрономических наблюдений.
С культом предков связано мужское общество масок Ава, при посвящении в которое (9-12 лет) совершается обрезание. Практикуется и женское обрезание. Процессии и пляски с масками проводятся в связи с похоронами, началом сельскохозяйственных работ, ежегодными ритуалами в честь Амма и Лебе, 60-летними культовыми циклами и др.
Частично сохраняются традиции наскальной живописи (изображения людей и животных, геометрические фигуры). Со 2-й половины XIX века под влиянием тукулёров распространяется ислам, с конца XIX — начала XX века — христианство. Догоны, получившие образование и живущие в городах, обладают высоким статусом, занимают влиятельное положение в политике и культуре.

## Миф о догонской астрономии
В 1930-е годы французский этнограф Марсель Гриоль приступил к исследованию догонов, в 1940-е к нему присоединилась этнолог Жермена Детерлен. Получив посвящение у догонского жреца (старейшины) в 1947 году, французские учёные, после четырёх лет исследования, поместили в газету «Общества африканистов» статью под названием «Суданская система Сириуса» (1951), а затем опубликовали в издании Института этнологии в Париже «Бледный Лис: космогонический миф» (1965), где они описали догонское видение Вселенной, творения бога Аммы (Amma). Среди прочего, они сообщили, что старейшина племени по имени Оготемелли знает о существовании спутников Юпитера, колец Сатурна, невидимой звезды Сириус B и многое другое. Эта сенсационная информация была массово растиражирована сторонниками гипотезы палеоконтакта как доказательство посещения Земли инопланетянами; использовали её в своей пропаганде и африканские националисты.
Тем не менее этнографы, посетившие догонов в более позднее время (Гриоль умер в 1956 году), эту информацию не подтвердили. Термин сиги толо, который, по мнению Гриоля, относится к Сириусу, на самом деле обозначает любое светило, включая Венеру и Солнце. За 11 лет исследования племени этнографы не обнаружили никаких следов «тайных знаний», хотя общались также и с собеседниками Гриоля.
Большинство исследователей теперь признаёт, что миф о Сириусе B и о всех прочих астрономических фактах, не видных невооружённым глазом, является следствием «культурного засорения» догонов в результате контактов с Гриолем и другими европейцами. Например, ещё в 1893 году на территории догонов для изучения солнечного затмения в течение пяти недель находилась астрономическая экспедиция под руководством Анри Александра Десландра. Джеймс Оберг в качестве доказательства «культурного засорения» обращает внимание на тот факт, что «тайные знания» Оготемелли содержали устаревшую информацию (примерно на уровне середины XIX века): число спутников Юпитера, согласно Оготемелли, было намного меньше истинного, самой дальней планетой и якобы единственной планетой с кольцами был объявлен Сатурн и т. п.